# スラーヤ
スラーヤ（アラビア語: الثرياアッ＝スラヤー）とは、アラブ首長国連邦のThuraya Telecommunications Companyが提供している、衛星電話サービスの総称である。

## カバーエリア
ヨーロッパ・中東・（南アフリカ周辺を除く）アフリカ大陸・ユーラシア・アジア・オーストラリア

## 契約回線数
約25万

## サービス
- 音声通信（衛星とGSMのデュアル機）　※SO-2510を除く
- ショートメール（SMS）
- アナログデータ通信（9.6kbps）
- FAX（9.6kbps）
- GmPRS（下り　60kbps/上り　15kbps）　※第2世代機種のみ
- パケット通信（144kbps～444kbps）　※THURAYA　DSL/IPのみ
- ストリーミング通信（384kbps）　※THURAYA IPのみ
- GPS

## 端末

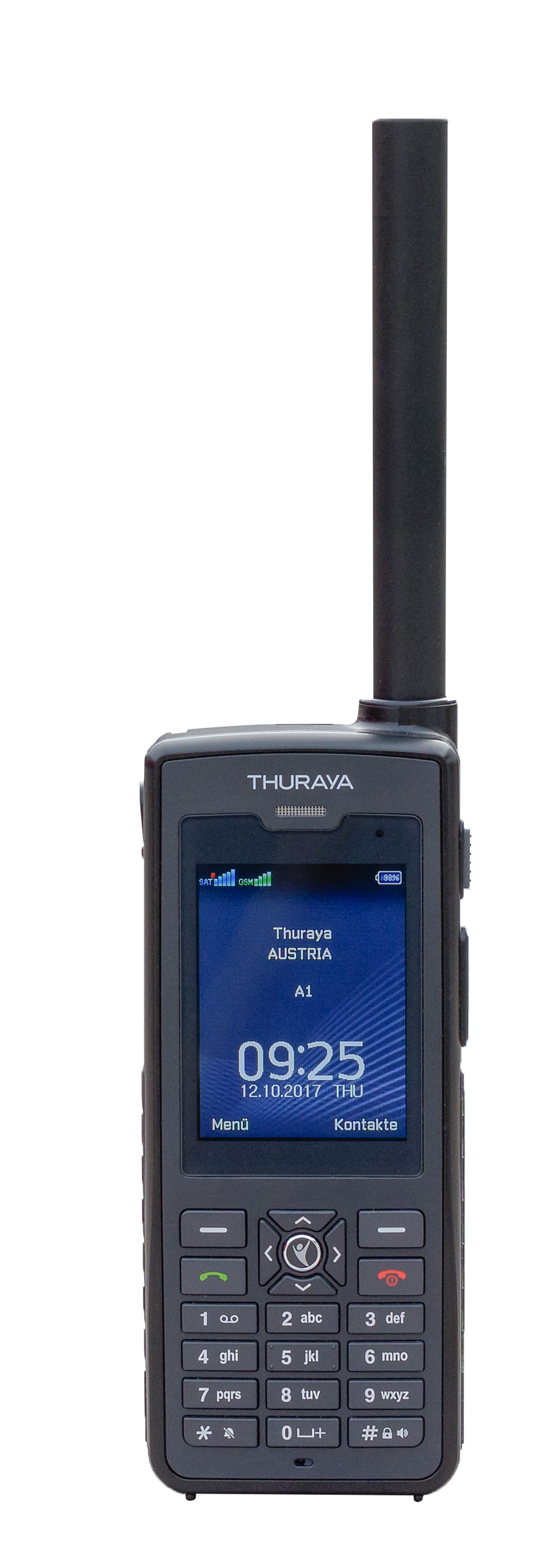
Thuraya XT-PRO DUAL

スラーヤの端末は衛星携帯電話を主力としており、カラー液晶とGmPRSが利用可能な第2世代端末とそれ以前の第1世代端末が存在する。
- Ascom（第1世代端末）＜生産終了＞
- HNS-7100（第1世代端末）＜生産終了＞
- HNS-7101（第1世代端末）
- SO-2510（第2世代端末／衛星モード専用機）
- SG-2520（第2世代端末／世界初デジタルカメラ搭載衛星携帯電話）
- ThurayaXT
- SoftBank 201TH（XT衛星携帯電話のSoftBank独自仕様品）
- SoftBank 202TH（iPhone 5用ケース型衛星電話のSoftBank独自仕様品）
- Satsleeve（iPhone 5用ケース型衛星電話のスラーヤオリジナル商品名）
- Thuraya XT Dual (XTとGSMとのハイブリッド端末）

データ通信専用の衛星モデム
- THURAYA DSL（HNS-9102）
- THURAYA IP（HNS-9103）

組み込みモジュール
- THURAYA Module（SM-2520）

船舶用端末
- THURAYA Maritime
- Seagul 5000

近年、航空用のAeroも登場し、市場が競合するインマルサットとの対決姿勢を強めている。

## 衛星
赤道上空に配置しているTHURAYA（スラーヤ）衛星を介して通信サービスを行っている。名称は打ち上げ順に番号をつけている。
- Thuraya-1（現在、バックアップ衛星）
- Thuraya-2（アフリカ・中東・ヨーロッパ地域をカバー）
- Thuraya-3（アジア・ユーラシア・オセアニア地域をカバー）

既に日本はThuraya-3のカバーエリア内にあり、かつては日本での利用も可能であった。
なお、衛星の建造メーカーはインマルサットと同じボーイングである。それゆえか、技術仕様はインマルサットとほぼ同等であり、携帯を得意とするスラーヤと船舶・航空を得意とするインマルサットとの間で競争が激化している。
一時期、インマルサットがInmarsat-4打ち上げまでの間　Thuraya-2衛星を間借りしてR-BGANサービスを提供していた。

## 端末供給メーカー
スラーヤの端末の供給メーカーは全てが海外である。
- HughesNetworkSystems（アメリカ） - 最大手　※型番がHNS
- Ascom（スイス） - 撤退
- Asia Pacific Satellite Industry（韓国） - 第2世代端末／THURAYA Module
- Addvaluecommunications（シンガポール） - Seagul（船舶用端末）

## ゲートウェイ
ゲートウェイはスラーヤ直轄の設備を利用している。
- シャールジャ（アラブ首長国連邦）

## 国番号
+88216

## 日本での展開
2012年12月14日付けにて日本デジコムとソフトバンク（旧ソフトバンクモバイル）が、電波法による日本国内での包括免許を取得した。
これにより2社から提供されたスラーヤ端末に限り、日本国内で合法的にスラーヤの利用が可能となった。
日本国内で合法的に利用する為には、日本デジコム、ソフトバンクなど合法的な端末の提供業者から入手した端末と通信サービスの加入が必須であるが、その場合でも各事業者の区別なく、電波天文観測所の天体観測に影響を与えることが懸念されていることから、長野県を中心に、利用制限エリアが設定されている。利用制限エリア内では、防災訓練期間を除き有事でない限りは原則として利用が禁止されている。
しかし、2024年4月16日にスラーヤ3の機器の不具合により通信障害が発生し、アジア・太平洋地域で衛星電話サービスが利用できない状態になったため、ソフトバンクは同年5月1日に一旦新規受け付けを停止していた。その後もインドシナ半島を除くアジア・太平洋地域で衛星電話サービスが利用できない状態が継続。これによりスラーヤ社は衛星設備の復旧を断念して日本における事業撤退を決めたため、日本デジコム・ソフトバンクともに同年8月31日で衛星電話サービスを終了する事を発表した。引き続き衛星電話サービスの利用を希望するユーザーに関してはインマルサットやイリジウムの他社サービスを代替として紹介するとしている

## 登場作品
- ホワイトハウス・ダウン

作品中にてThurayaXTをアメリカ合衆国大統領が私用衛星電話として保有